# Swetkawica Tyrgowiszte
Swetkawica Tyrgowiszte – bułgarski klub piłkarski założony 6 lipca 1922 roku. Obecną nazwę oznaczającą "piorun" nosi od 1985 roku.
Zespół po raz pierwszy w historii awansował do bułgarskiej ekstraklasy w sezonie 2010/11. W II lidze po raz pierwszy pojawił się w sezonie 1973–1974.
Najbliżej awansu do I ligi przed historycznym sezzonem 2010/11 Swetkawica była w sezonie 2001-2002, kiedy w tabeli zajęła czwartą lokatę.
Później kończyła rozgrywki na szóstym (2002-2003), piątym (2003-2004), ponownie szóstym (2004-2005), jedenastym (2005-2006) i dziewiątym (2006-2007) miejscu. W sezonie 2010/11 klub zajął dopiero 4. miejsce we wschodniej grupie bułgarskie II ligi, jednak po zwycięskich barażach udało mu się wywalczyć historyczny awans do bułgarskiej I ligi.

## Sukcesy
- awans do I ligi: 2010/11
- awans do II ligi w sezonach: 1973–1974 i 1996-1997
- IV miejsce w II lidze (najwyższe w historii): w sezonie 2001-2002
- 1/8 finału Pucharu Armii Sowieckiej: w sezonie 1967–1968 i 1981–1982
- 1/8 finału Pucharu Bułgarii: w sezonie 2001-2002 i 2004-2005

## Stadion
Stadion imienia Dimityra Burkowa w Tyrgowiszte może pomieścić 12 tysięcy widzów.